# Sean Garrett
Sean Garrett (* 30. März 1979 in Atlanta, Georgia als Garrett Hamler) ist ein amerikanischer Songwriter und Musikproduzent.

## Werdegang
Sean Garrett wurde in Atlanta geboren, zog aber im Alter von vier Jahren mit seiner Familie nach Europa. Grund war der Vater, der beim US-Militär war, und in verschiedenen Basen in Deutschland und England stationiert war. Nachdem er in einigen Talentshows aufgetreten war, erhielt er mit 17 Jahren einen Plattenvertrag bei Ariola. Als er jedoch einige Jahre später in die Vereinigten Staaten zurückgekehrt war, sollte er bei Warner Bros. Records unterschreiben. Allerdings wurde kurz vor Abschluss des Vertrages die Black-Music-Abteilung des Labels aufgelöst, sodass der Deal nicht zustande kam. Davon frustriert nahm er zunächst Abstand von der Musikszene und machte einen College-Abschluss an der University of Maryland und begann als Hypothekenmakler in South Carolina zu arbeiten.
Garrett begann nun wieder Lieder zu schreiben, von denen er auch einige aufnahm und die zum Teil auch im Radio gespielt wurden. Einige Verantwortliche der Musikindustrie drängten ihn nun dazu, als Songwriter für andere Künstler zu arbeiten. Dies lehnte er jedoch ab, da er zu dieser Zeit sich selbst als Sänger sah. Seine Meinung änderte er, als er nach Atlanta zurückzog und seine Mutter Rita verstarb. L.A. Reid nahm ihn schließlich 2003 als Songwriter unter Vertrag. Dort hatte er seinen Durchbruch mit der Single Yeah!, gesungen von Usher, die 12 Wochen lang an der Spitze der Billboard Hot 100 stand. In den Folgejahren arbeitete er mit zahlreichen erfolgreichen Künstlern zusammen und hatte mehrere Nummer-eins-Hits in den USA. Dies nutzte er um seine Solokarriere zu starten. Er veröffentlichte 2008 die Single Grippin’, aufgenommen mit Ludacris, die der Vorbote zu seinem Debütalbum Turbo 919 war, das am 27. Mai des Jahres veröffentlicht wurde. Das Lied erreichte Platz 40 der US-R&B-Charts.
Die Single What Them Girls Like, bei der Garrett mit Ludacris und Chris Brown zusammenarbeitete, stieg im Sommer 2008 auf Platz 17 der R&B-Charts und auf Platz 33 der Billboard Hot 100. Break Up, ein Feature mit Mario und Gucci Mane, wurde zum größten Erfolg Garretts als Sänger. Die Single kletterte bis auf Platz 2 der R&B-Charts und auf Platz 14 der Hot 100. Im Jahr 2010 folgten noch kleinere Hits in den R&B Charts: Get It All und Massive Attack (beides mit Nicki Minaj) sowie Feel Love (mit J. Cole und Drake).
Die bisher letzte Chartnotierung als Sänger gelang 2011 mit In da Box, einem Feature mit Rick Ross, auf Platz 54 der R&B-Charts. Im selben Jahr war Garrett auch Teil der Artists for Haiti, einem Benefizprojekt verschiedener Interpreten zugunsten der Opfer der Erdbebenkatastrophe vom 12. Januar 2010. Die Neuaufnahme des 1980er-Jahre-Benefizhits We Are the World schaffte es bis auf Platz 2 der US-Single-Charts.

## Diskografie

### Alben
- 2008: Turbo 919

### Singles
| Jahr | Titel Album            | Höchstplatzierung, Gesamtwochen, AuszeichnungChartplatzierungen (Jahr, Titel, Album, Platzierungen, Wochen, Auszeichnungen, Anmerkungen) | Höchstplatzierung, Gesamtwochen, AuszeichnungChartplatzierungen (Jahr, Titel, Album, Platzierungen, Wochen, Auszeichnungen, Anmerkungen) | Anmerkungen                                               |
| Jahr | Titel Album            | US | R&B | Anmerkungen                                               |
| ---- | ---------------------- | --- | --- | --------------------------------------------------------- |
| 2008 | Grippin’ Turbo 919     | — | R&B40 (12 Wo.)R&B | Erstveröffentlichung: März 2008 feat. Ludacris            |
| 2010 | Get It All The Inkwell | — | R&B83 (7 Wo.)R&B | Erstveröffentlichung: März 2010 feat. Nicki Minaj         |
| 2010 | Feel Love –            | — | R&B49 (21 Wo.)R&B | Erstveröffentlichung: Oktober 2010 feat. J. Cole or Drake |
| 2011 | In da Box –            | — | R&B54 (14 Wo.)R&B | Erstveröffentlichung: Mai 2011 feat. Rick Ross            |

Weitere Singles
- 2008: 6 in the Morning Remix (feat. Rick Ross)
- 2008: Away (Enrique Iglesias feat. Sean Garrett)
- 2008: Lay Up Under Me
- 2008: Come On In (feat. Akon und Plies)
- 2009: Crank It Up (Ashley Tisdale feat. Sean Garrett)

### Gastbeiträge
| Jahr | Titel Album                              | Höchstplatzierung, Gesamtwochen, AuszeichnungChartplatzierungen (Jahr, Titel, Album, Platzierungen, Wochen, Auszeichnungen, Anmerkungen) | Höchstplatzierung, Gesamtwochen, AuszeichnungChartplatzierungen (Jahr, Titel, Album, Platzierungen, Wochen, Auszeichnungen, Anmerkungen) | Anmerkungen                                                                   |
| Jahr | Titel Album                              | US | R&B | Anmerkungen                                                                   |
| ---- | ---------------------------------------- | --- | --- | ----------------------------------------------------------------------------- |
| 2008 | What Them Girls Like Theater of the Mind | US33 Gold · (14 Wo.)US | R&B17 (17 Wo.)R&B | Erstveröffentlichung: August 2008 Ludacris feat. Chris Brown und Sean Garrett |
| 2009 | Break Up D.N.A.                          | US14 Platin · (23 Wo.)US | R&B2 (38 Wo.)R&B | Erstveröffentlichung: Juni 2009 Mario feat. Gucci Mane und Sean Garrett       |
| 2010 | Massive Attack                           | — | R&B65 (5 Wo.)R&B | Erstveröffentlichung: April 2010 Nicki Minaj feat. Sean Garrett               |

### Als Songwriter
- 2004: Yeah! (Usher featuring Lil Jon und Ludacris)
- 2004: Goodies (Ciara feat. Petey Pablo)
- 2004: Lose My Breath (Destiny’s Child)
- 2005: Soldier (Destiny’s Child feat. T.I. und Lil Wayne)
- 2005: Grillz (Nelly feat. Paul Wall, Ali und Gipp)
- 2005: Check On It (Beyoncé feat. Slim Thug und Bun B)
- 2005: Run It! (Chris Brown feat. Juelz Santana)
- 2006: Ring the Alarm (Beyoncé)
- 2006: Buttons (Pussycat Dolls feat. Snoop Dogg)
- 2006: London Bridge (Fergie)
- 2007: Like This (Kelly Rowland feat. Eve)
- 2007: Dimelo (Enrique Iglesias)
- 2008: Toy Soldier (Britney Spears)
- 2009: I Did It for Love (BoA feat. Sean Garrett)